# UNIVAC 1107

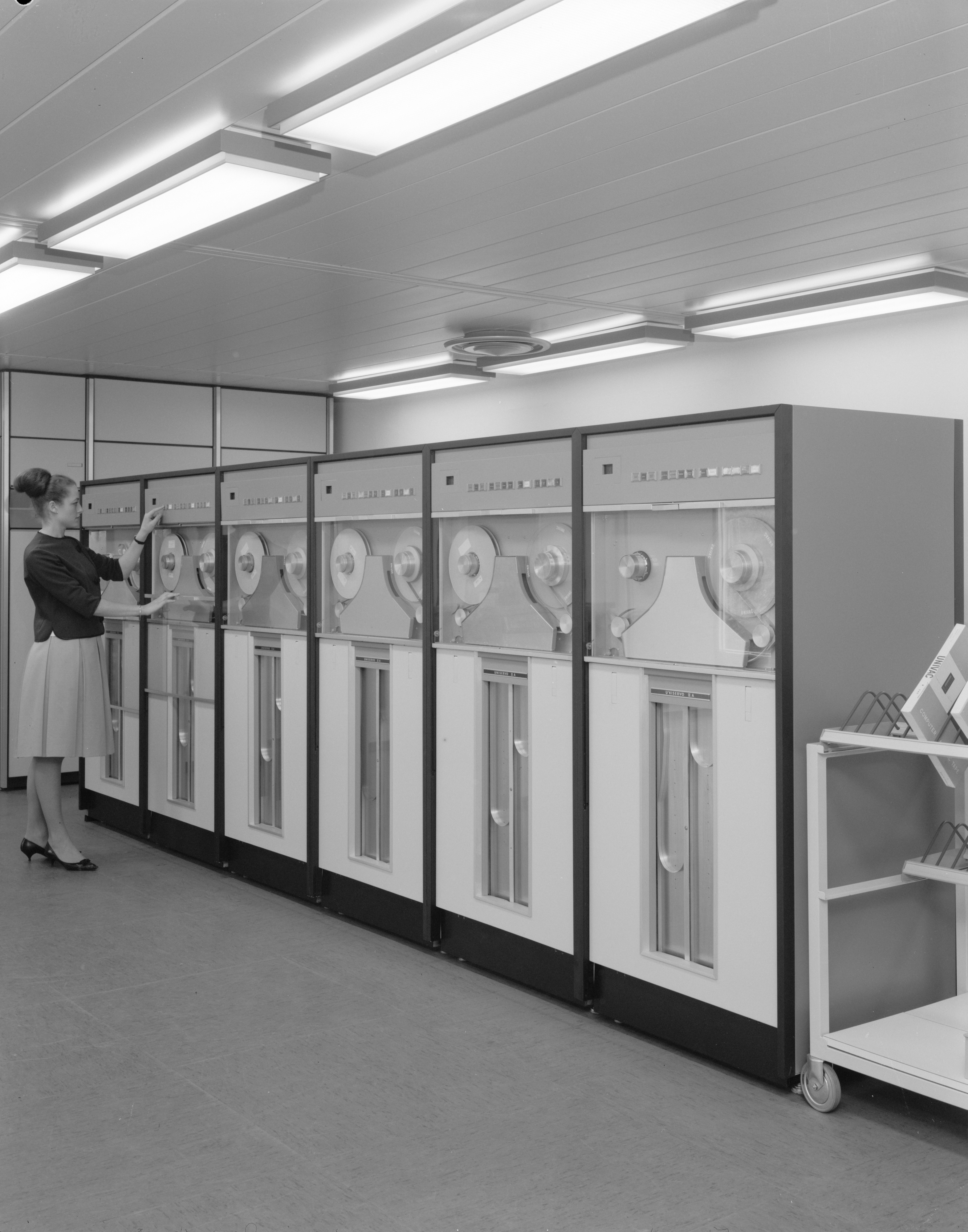
Univac 1107.

UNIVAC (Universal Automatic Computer) 1107 apareció en 1962 en la segunda generación sustituyendo los tubos de vacío por los transistores.
El UNIVAC 1107 (el “siete”), se hizo famoso cuando su sistema numérico fue considerado en el texto “The Art of Computer Programming”. 
El sistema operativo de este ordenador era el EXEC II orientado a procesamiento académico.
- Datos: Q7865327
- Multimedia: UNIVAC 1107 / Q7865327